# Ридер, Людвиг
Лю́двиг Ри́дер (нем. Ludwig Rieder, 19 июня 1991, Брессаноне) — итальянский саночник немецкого происхождения, выступающий за сборную Италии с 2010 года. Чемпион мира среди юниоров, обладатель Кубка мира в категории до 23 лет, неоднократный победитель и призёр национальных первенств, участник зимних Олимпийских игр в Сочи.

## Биография
Людвиг Ридер родился 19 июня 1991 года в городе Брессаноне, регион Трентино — Альто-Адидже. Активно заниматься санным спортом начал в возрасте тринадцати лет, постепенно стал показывать довольно неплохие результаты и в составе национальной сборной начал ездить на крупные международные старты. Первое время выступал на одноместных санях, но потом пересел в двухместные, взяв в партнёры Патрика Растнера. В сезоне 2007/08 выиграл юниорский Кубок мира, позже проявил себя на молодёжном чемпионате мира 2010 года в австрийском Иглсе, где завоевал бронзовую медаль в парном зачёте и серебряную в смешанной эстафете. 
В следующем году удостоился звания чемпиона на молодёжном первенстве в немецком Оберхофе, после чего прошёл отбор во взрослую итальянскую сборную и дебютировал на взрослом Кубке мира, где добрался в итоге до пятнадцатой позиции общего зачёта. Также впервые поучаствовал в заездах взрослого чемпионата мира, показав на домашней трассе в Чезане пятое время. На чемпионате мира 2012 года в немецком Альтенберге Ридер в двойках занял лишь восемнадцатое место, зато по итогам кубкового цикла расположился в рейтинге сильнейших саночников мира на двенадцатой строке. На мировом первенстве 2013 года в канадском Уистлере был девятым. В 2014 году побывал на Олимпийских играх в Сочи, где финишировал седьмым в мужской парной программе.
В свободное время Людвиг Ридер играет в футбол, кроме того, является студентом.